# Lethe lanaris
Lethe lanaris är en fjärilsart som beskrevs av Butler 1877. Lethe lanaris ingår i släktet Lethe och familjen praktfjärilar. Inga underarter finns listade i Catalogue of Life.